# Планковская площадь
Пла́нковская пло́щадь — единица измерения площади в планковской системе единиц. Определяется как площадь, ограниченная квадратом, длина стороны которого равна планковской длине {\displaystyle {\ell }_{\text{P}}}. Используется в ядерной физике и квантовой теории поля.
Планковская площадь равна:
{\displaystyle S_{\text{P}}={\ell }_{\text{P}}^{2}={\frac {\hbar G}{c^{3}}}} ≈ 2,61177 · 10−70 м2,
где:
- ħ — редуцированная постоянная Планка (постоянная Дирака, h/2π);
- G — гравитационная постоянная;
- c — скорость света в вакууме.

Для всех практических задач эта единица очень мала. В единицах планковской площади может измеряться поперечное сечение рассеяния в реакциях элементарных частиц с крайне низкой вероятностью. Так, сечение рассеяния гравитонов на атоме водорода равно 1 SP.
Единица с размерностью площади в разных вариантах планковской системы единиц может определяться по-разному. Так, если в качестве единичной площади используется площадь круга с радиусом {\displaystyle {\ell }_{\text{P}},} а не квадрата со стороной {\displaystyle {\ell }_{\text{P}},} то планковская площадь оказывается в {\displaystyle \pi } раз больше:
{\displaystyle S_{\text{P}}^{\prime }=\pi \ell _{\text{P}}^{2}=\pi {\frac {\hbar G}{c^{3}}}} ≈ 8,20512 · 10−70 м2,
а если вместо редуцированной постоянной Планка ħ используется обычная h, то в {\displaystyle 2\pi } раз больше:
{\displaystyle S_{\text{P}}^{\prime \prime }={\frac {hG}{c^{3}}}} ≈ 1,64102 · 10−69м2.